# Caspar Weinberger
Caspar Willard Weinberger GBE (n. 18 august 1917, California, SUA – d. 28 martie 2006, Bangor⁠(d), Maine, SUA) a fost un om de stat și om de afaceri american. Republican ca orientare politică, acesta a ocupat diverse funcții federale și de stat timp de trei decenii, inclusiv pe cea de președinte a Partidului Republican din California (1962-68). A fost Secretar al Apărării în cabinetul președintelui Ronald Reagan din 1981 până în 1987.
Weinberger s-a născut în San Francisco, California. A fost soldat în Divizia 41 Infanterie⁠(d) pe parcursul celui de-al Doilea Război Mondial. A intrat în politică în 1953 ca membru al Adunării Statului California⁠(d), unde a activat până în 1959, iar apoi a fost președinte al Federal Trade Commission⁠(d) și director al Biroului de management și buget⁠(d) sub președinții Richard Nixon și Gerald Ford. Om de afaceri desăvârșit, acesta a devenit vicepreședintele și consilierul general al Bechtel Corporation, iar mai târziu președinte al revistei Forbes.
În calitate de Secretar al Apărării, Weinberger s-a remarcat printr-o poziție puternic antisovietică, fiind în dezacord cu punctul de vedere susținut de Departamentul de Stat. Acesta a promovat Inițiativa Strategică de Apărare. A fost inculpat în cazul afacerii Iran-Contra⁠(d), dar a fost grațiat înainte ca să poată fi judecat. Weinberger a primit atât Medalia Prezidențială pentru Libertate⁠(d) în 1987, cât și Ordinul Imperiului Britanic din partea Reginei Elisabeta a II-a.

## Biografie
Weinberger s-a născut în San Francisco, California, al doilea fiu al lui Herman Weinberger, originar din Colorado. Tatăl său era evreu din Boemia, iar bunicii săi materni imigranți din Anglia.
Acesta a fost văr primar al personalității radio Don McNeill⁠(d), prezentatorul emisiunii Don McNeill's Breakfast Club. Tatăl său, Herman, a fost fratele mai mic al Luellei Weinberger McNeill, mama lui Don McNeill. Conform recensământului din 1910, Herman și Luella trăiau în gospodăria lui Nathan Weinberger, bunicul lui Caspar.
Bunicii săi paterni au abandonat credința iudaică din cauza unei dispute la o sinagogă din Boemia. A crescut într-o casă nereligioasă, deși valorile însușite au fost cu precădere creștine. Mai târziu, Weinberger a devenit membru activ al Bisericii Episcopale și menționa deseori despre credința sa în Dumnezeu. Acesta a susținut că religia episcopală a mamei sale i-a adus alinare și l-a influențat puternic întreaga viață. 

### Educație
Weinberger a studiat la Liceul politehnic din San Francisco⁠(d). Înzestrat intelectual, acesta a fost admis la Universitatea Harvard .
După ce s-a înscris la Harvard College⁠(d), mama sa a închiriat un apartament în apropiere pe perioada primului semestru pentru a fi alături de el și fratele său Peter. Apoi s-a întors la soțul ei în San Francisco. Weinberger a obținut o diplomă⁠(d) magna cum laude⁠(d) în studii guvernamentale în 1938 și o licență în drept⁠(d) în 1941, ambele în cadrul Universității Harvard. A fost președinte al ziarului studențesc The Harvard Crimson⁠(d) și menționează în memoriile sale, intitulate In the Arena: A Memoir of the 20th Century, interviurile sale preferate: cu soldatul decorat Theodore Roosevelt Jr.⁠(d) și cu actrița Tallulah Bankhead⁠(d).
Înainte să urmeze Facultatea de Drept Harvard⁠(d), lui Weinberger i s-a oferit o bursă pentru a studia la Universitatea din Cambridge.

## Carieră

### Serviciul militar
S-a înrolat în armata Statelor Unite în 1941, a fost sublocotenent în cadrul Officer Candidate School⁠(d) în Fort Benning, Georgia⁠(d) și a fost membru ai Diviziei 41 Infanterie în teatrul din Pacific. La sfârșitul războiului, avea gradul de căpitan în staff-ul generalului Douglas MacArthur.
A fost interesat de politică și istorie, iar pe parcursul războiului a dezvoltat o admirație față de Winston Churchill. Din 1945 până în 1947, Weinberger a fost grefier pentru un judecător federal, înainte să fie angajat la o firmă de avocatură din San Francisco.